# Анна Марія Ваза
Анна Марія Ваза (1593, Краків — 1600 у Кракові) — польська принцеса, була старшою дочкою польського короля Сигізмунда III Вази і його першої дружини Анни Австрійської, сестра Владислава IV. 

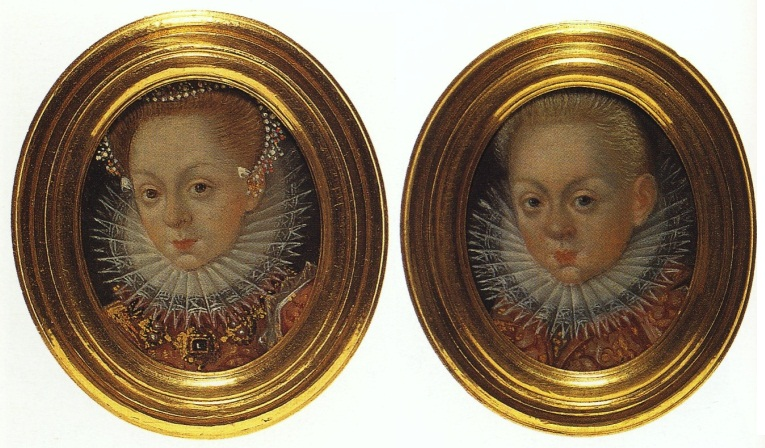
Мініатюра королівських дітей Анна Марії й Владислава, 1598